# Операциональная валидность
Операциональная валидность — частный случай внешней валидности, степень соответствия методики и плана эксперимента проверяемой гипотезе. 
Операциональная валидность определяет степень соответствия используемой экспериментальной методики (экспериментальных утверждений) теоретическим положениям, которые положены в основу организации и проведения данного эксперимента.
Частью операциональной валидности можно считать конструктную валидность.

## Источник
- Зароченцев К. Д., Худяков А. И. Экспериментальная психология : учебник. — М. : Проспект, 2005. — С. 68. — 208 с. — 3000 экз. — ISBN 5-98032-770-3.